# Жукова, Дарья Александровна
Да́рья Алекса́ндровна Жу́кова (род. 8 июня 1981, Москва) — российский предприниматель, дизайнер и модельер, коллекционер. Основатель музея современного искусства «Гараж» в Москве.

## Биография
Родилась в семье бизнесмена Александра Жукова и микробиолога Елены Жуковой. По данным РИА Новости, настоящее имя отца — Александр Шайяборхович Рабкин (позднее взял фамилию жены). После рождения дочери родители развелись, и мать, получившая приглашение работать в США, переехала с дочерью в Санта-Барбару. В течение трёх лет училась в еврейской школе.
В 16 лет Дарья по приглашению отца, получившего гражданство Великобритании, переехала жить в Лондон. Училась в Лондонском институте натуропатии (London College of Naturopathic Medicine).
В 2006 году Жукова и её подруга Кристина Танг основали компанию, выпускающую одежду под маркой Kova & T. В 2007 году марка была представлена более чем в 80 магазинах мира, одежду Kova & T носили актрисы Кейт Мосс, Миша Бартон, сёстры Олсен. В 2010 году Жукова сказала, что процессом управляет её подруга. В прессе называлась подругой теннисиста Марата Сафина.
В 2007 году Жукова помогала жене Олега Дерипаски Полине в создании сайта Spletnik.ru о новостях шоу-бизнеса.
В 2008 году Жукова основала благотворительный фонд развития и поддержки искусства Iris Foundation. Позднее фонд открыл музей «Гараж», журнал Garage и участвовал в проекте реконструкции острова Новая Голландия в Санкт-Петербурге.
В 2008 году стала основателем центра современной культуры «Гараж» в Москве. Редактор раздела искусств газеты Financial Times Джен Дэлли называет Жукову «значительной фигурой в мире искусства», Дэлли пишет, что Жуковой удалось создать «художественную галерею мирового класса, а также радикальным образом изменить московскую культурную сцену».
В 2011 году Жукова основала англоязычный журнал Garage, посвящённый искусству, в 2013 году вышла русская версия. Сооснователь онлайн-проекта Artsy, площадки для покупки и продажи предметов искусства.
В Топ-50 самых влиятельных лиц в российском искусстве по версии журнала «Артхроника» совместно с Абрамовичем фигурировала 5 раз, из них 3 раза на первом месте. Портал «Артгид» в 2013 году поместил Жукову и Абрамовича в списке «Топ-50 самых влиятельных фигур в русском искусстве 2013 года» на 7-е место. В 2014 году The Art Newspaper Russia поместил Жукову под номером 7 в списке «100 главных людей в российском искусстве, кого вы должны узнавать в лицо» на одной ступеньке с Маратом Гельманом, в марте 2015 года этот же журнал поставил Жукову и Абрамовича на 6 место в рейтинге «100 главных людей в русском искусстве (кроме художников)». Рейтинг самых влиятельных людей в мире искусства международного журнала ArtReview в 2011 году поместил её на 81-е место, в 2012 — на 85-е, 2013 — на 86-е место, в 2015 — на 97-е, в 2016 — на 98-е. Международный портал Artnet в 2015 году назвал её имя в своем алфавитном списке наиболее влиятельных персон в мире современного искусства.
В 2016 году работала над открытием проекта «Новая Голландия» в Санкт-Петербурге.
В 2018 году вошла в список «500 самых влиятельных людей мира моды» по мнению издания The Business of Fashion, каждый год проводящего опросы и исследования в мире моды.

## Семья
В 2005 году познакомилась с российским бизнесменом и одним из богатейших людей России Романом Абрамовичем; в 2007 году ряд СМИ стал называть Жукову подругой Абрамовича, увязывая с этим знакомством его развод с женой. Через несколько лет[когда?] они поженились. В 2017 году Жукова и Абрамович развелись, оставшись друзьями.
У Жуковой и Абрамовича двое детей — сын Аарон Александр (родился в 2009 году) и дочь Лея (родилась в 2013 году).
Во время разрыва Дарьи и Романа в 2017 г., также разорвали помолвку миллиардер Ставрос Ниархос  III (внук Ставроса Ниархоса)  и Джессика Харт. Дарья давно дружила с сестрой Ставроса Евгенией. В 2018 г. Дарья и Ставрос впервые вышли вместе на мероприятие. В октябре 2019 г. Дарья Жукова вышла замуж за греческого миллиардера Ставроса Ниархоса.
11 марта 2021 года стало известно о том, что она родила сына. Мальчика назвали Филипп в честь деда.
С 1 июня 2024 года отчимом Дарьи Жуковой стал миллиардер Руперт Мёрдок.

## Комментарии
1. ↑  Искажённое от двух имён — Шая и Борух.